# Maik Landsmann
Maik Landsmann (ur. 25 października 1967 w Erfurcie) – niemiecki kolarz szosowy, do zjednoczenia Niemiec reprezentujący barwy NRD, mistrz olimpijski oraz dwukrotny medalista mistrzostw świata.

## Kariera
Pierwszy sukces w karierze Maik Landsmann osiągnął w 1988 roku, kiedy wspólnie z Uwe Amplerem, Mario Kummerem i Janem Schurem zwyciężył w drużynowej jeździe na czas na igrzyskach olimpijskich w Seulu. Był to jego jedyny start olimpijski. W nieco zmienionym składzie (Amplera zastąpił Falk Boden) drużyna NRD zdobyła także złoty medal podczas mistrzostw świata w Chambéry w 1989 roku. Na rozgrywanych rok później mistrzostwach świata w Utsunomiya w tej samej konkurencji Landsmann wywalczył drugie miejsce. W zawodach tych partnerowali mu Uwe Peschel, Uwe Berndt i Falk Boden. Poza tym wygrał między innymi cztery etapy w trzech różnych edycjach Österreich-Rundfahrt, ale w klasyfikacji generalnej nigdy nie stanął na podium.